# Хохкраут, Алойз
Алойз (Лойзе) Хохкраут (словен. Lojze Hohkraut; 8 июня 1901, Буковца — 31 мая 1942, Цветеж-при-Вачах) — югославский словенский партизан Народно-освободительной войны Югославии, Народный герой Югославии.

## Биография
До войны работал на угольной шахте города Трбовле. В 1921 году принят в Союз коммунистической молодёжи Югославии, в 1925 году — в Коммунистической партии Югославии. Участник ряда рабочих выступлений (в том числе и стачки 1923 года на шахтах Трбовле). Увольнялся неоднократно за свои убеждения, в 1928 году уехал за границу, где участвовал в деятельности компартий Бельгии, Франции и Нидерландов. На родину вернулся в 1931 году, в Ревирях стал работать в нескольких партийных ячейках СКМЮ.
В 1933 году Хохкраут организовал ещё одну стачку против незаконного женского труда на шахтах, а в следующем году на 9 месяцев отправился в СССР для получения профсоюзного образования, по возвращении вошёл в состав Ревирьского окружного комитета КПЮ. В ночь с 17 на 18 апреля 1937 присутствовал на учредительном собрании Компартии Словении в Чебинах, с 1938 года кандидат по спискам оппозици в Скупщину Королевства Югославии (во главе списка стоял Франц Лесковшек). На третьем съезде КПС в 1940 году избран в ЦК КПС.
В 1941 году Хохкраут ушёл в подполье, после начала оккупации вошёл в военный комитет и стал одним из организаторов Народно-освободительного движения в Засавье. Командовал Трбовльской ротой, был политруком Ревирской роты, с конца 1941 года секретарь Литийского округа. Во время переправ 2-й группы партизанских отрядов через Саву в Штирию около местечка Цветеж попал в засаду немцев и вынужден был застрелиться.
Звание Народного героя Югославии Лойзе Хохкрауту присвоено 27 ноября 1953 посмертно.